# Ipomoea squamosa
Ipomoea squamosa, ein deutschsprachiger Trivialname ist Gemeine Prunkwinde, ist eine Pflanzenart aus der Gattung der Prunkwinden (Ipomoea) in der Familie der Windengewächse (Convolvulaceae). Sie ist in der Neotropis verbreitet.

## Beschreibung

### Vegetative Merkmale
Ipomoea squamosa ist eine windende, krautige oder halbstrauchige Kletterpflanze.
Die wechselständig angeordneten Laubblätter sind in Blattstiel und Blattspreite gegliedert. Der Blattstiele ist schlank, filzig behaart oder unbehaart. Die Blattspreiten sind 6 bis 12 cm lang, 3 bis 8 cm breit, dreieckig, pfeilförmig, eiförmig-herzförmig oder lang zugespitzt. Die seitlichen Blattlappen sind abstehend und etwas zugespitzt. Beide Blattflächen sind unbehaart bis spärlich oder dicht seidig behaart.
Die Blütenstände sind meist länger als die sie umgebenden Laubblätter. Es sind meist kompakte, wenig- bis zehnblütige Zymen, deren Blütenstandsstiel bis zu 10 cm lang wird. Die Blütenstiele werden von Vorblättern begleitet, sind schlank und bis zu 1 cm lang.

### Generative Merkmale
Die zwittrigen Blüten sind fünfzählig mit doppelter Blütenhülle. Die Kelchblätter sind lederig, kahl, ungleich geformt, eiförmig bis nahezu kreisförmig. Die Spitze ist abgerundet oder abgeschnitten, der Rand ist schuppig. Die äußeren Kelchblätter sind etwa 5 mm lang, die inneren etwa 1 cm. Die kahle Krone ist trichterförmig, pink bis violett gefärbt und (selten nur 4) 7 bis 8 cm lang. Die fünf Staubblätter sind nahe der Kronenbasis angesetzt und etwa 2 cm lang.

## Standorte
Ipomoea squamosa wächst von sumpfigen Dickichten und Waldrändern auf Meereshöhe bis in Bergwälder und -dickichte in Höhenlagen bis zu 2100 Metern.

## Systematik und Verbreitung
Die Erstbeschreibung von Ipomoea squamosa erfolgte 1845 durch Jacques Denys Choisy in Alphonse Louis Pierre Pyramus de Candolle: Prodromus Systematis Naturalis Regni Vegetabilis, Band 9, S. 376–377.
Ipomoea squamosa ist von Mexiko über das gesamte Zentralamerika bis nach Südamerika verbreitet.
Es gibt zwei Varietäten von Ipomoea squamosa:
- Ipomoea squamosa Choisy var. squamosa (Syn.: Ipomoea callida House, Ipomoea mattogrossensis K.Schum., Ipomoea morelii Duchass. & Walp., Ipomoea trinitensis Urb., Ipomoea wilsonii House, Ipomoea squamosa var. petiolaris Meisn.): Sie ist von Mexiko über Zentralamerika bis ins tropische Südamerika verbreitet.[3]
- Ipomoea squamosa var. villosa Ooststr.: Sie kommt in Peru und Brasilien vor.[3]